# 神州詩社
神州詩社是台灣文學史上重要的現代詩社之一。1975月8月4日，該社的《天狼星》詩刊創刊，由黃昏星、周清嘯主編。該社成員有溫瑞安、方娥真等二十多人，以馬來西亞學生為主。該社曾出版《風起長城遠》、《坦蕩神州》。其風格受到余光中的影響，與三三集刊成員來往密切。
1976年，涉入匪諜疑案，溫瑞安與方娥真被捕，後被中華民國政府驅逐出境，神州詩社因此解散。

## 資料來源
1. ↑  文訊雜誌社/編輯，《光復後台灣地區文壇大事記要(增訂本)》，台北市：文建會，1995年6月2版。